# Toyota Corolla Verso
Toyota Corolla Verso var en kompakt MPV fra Toyota. Bilen kom på markedet i 2001 og var bygget på samme platform som Toyota Corolla men højere bygget.
Den første generation fandtes med benzinmotorer på 1,6 og 1,8 liter med 110 hhv. 135 hk samt en turbodieselmotor på 2,0 liter med 90 hk.
I 2004 kom anden generation, som i modsætning til forgængeren også fandtes med syv siddepladser. Benzinmotorerne var på 1,6 og 1,8 liter med 110 hhv. 129 hk. De to første år fandtes modellen med en 2,0-liters dieselmotor med 115 hk, som i 2006 blev erstattet af en ny på 2,2 liter. Denne motorer fandtes både med 136 og 177 hk, hvoraf den stærkeste har 4-vejs katalysator.
Bilen blev i 2009 afløst af den Toyota Auris-baserede Toyota Verso.